# バンジャマン・ジャノ
バンジャマン・ジャノ（Benjamin Jeannot, 1992年1月22日 - ）は、フランスの元サッカー選手。現役時代のポジションはFW。

## 経歴
2009年7月、ASナンシーと3年契約を結ぶ。2010-11シーズンはリザーブに降格させられるも、ゼネラルマネージャーのパプロ・コレアによって再びトップチームに呼び出された。